# Episodi di Totally Spies! - Che magnifiche spie! (terza stagione)

La terza stagione della serie d'animazione Totally Spies è andata in onda su TF1 in Francia e su Teletoon in Canada tra il 3 ottobre 2004 e il 31 luglio 2005. In Italia la serie è stata trasmessa per la prima volta dal 29 aprile 2006 su Italia 1, con due episodi ogni fine settimana fino al 23 luglio seguente.
| Nº | Titolo originale           | Titolo italiano              | Prima TV originale | Prima TV Italia |
| -- | -------------------------- | ---------------------------- | ------------------ | --------------- |
| 1  | Physics 101 Much?          | Minaccia antigravitazionale  | 3 ottobre 2004     | 29 aprile 2006  |
| 2  | Freaky Circus Much?        | Fenomeni da circo            | 10 ottobre 2004    | 30 aprile 2006  |
| 3  | Computer Creep Much?       | Cervelloni elettronici       | 17 ottobre 2004    | 6 maggio 2006   |
| 4  | Space Much?                | Astrologia spaziale          | 7 novembre 2004    | 7 maggio 2006   |
| 5  | Evil Coffee Shop Much?     | La caffetteria sospetta      | 14 novembre 2004   | 13 maggio 2006  |
| 6  | Forward to the Past        | Un salto nel passato         | 21 novembre 2004   | 14 maggio 2006  |
| 7  | Planet of the Hunks        | Il pianeta dei bei ragazzi   | 28 novembre 2004   | 20 maggio 2006  |
| 8  | Morphing Is So 1987        | Pericolo trasformazioni      | 5 dicembre 2004    | 21 maggio 2006  |
| 9  | The Incredible Bulk        | L'incredibile Alex           | 12 dicembre 2004   | 27 maggio 2006  |
| 10 | Super Nerd Much            | La rivincita degli imbranati | 19 dicembre 2004   | 28 maggio 2006  |
| 11 | Dental? More Like Mental   | Il dentista pazzo            | 6 marzo 2005       | 3 giugno 2006   |
| 12 | Escape From WOOHP Island   | Fuga dall'isola della WOOHP  | 13 marzo 2005      | 4 giugno 2006   |
| 13 | Scam Camp Much             | Saremo famosi                | 20 marzo 2005      | 10 giugno 2006  |
| 14 | Evil G.L.A.D.I.S. Much?    | Una questione di cervello    | 27 marzo 2005      | 11 giugno 2006  |
| 15 | Super Agent Much?          | Clover, super spia           | 3 aprile 2005      | 17 giugno 2006  |
| 16 | Evil Airlines Much?        | L'unione fa la forza         | 10 aprile 2005     | 18 giugno 2006  |
| 17 | Creepy Crawly Much?        | Avventura da brivido         | 17 aprile 2005     | 24 giugno 2006  |
| 18 | Truth or Scare             | Il gioco della verità        | 24 aprile 2005     | 25 giugno 2006  |
| 19 | Feng Shui Is Like So Passe | Il Feng Shui non è Zen       | 1º maggio 2005     | 1º luglio 2006  |
| 20 | Evil Valentine's Day       | Scherzi d'amore              | 8 maggio 2005      | 2 luglio 2006   |
| 21 | Halloween                  | Halloween!                   | 9 maggio 2005      | 8 luglio 2006   |
| 22 | Power Yoga Much?           | Lezioni di yoga              | 22 maggio 2005     | 9 luglio 2006   |
| 23 | Head Shrinker Much?        | Ritorno all'Età della Pietra | 29 maggio 2005     | 15 luglio 2006  |
| 24 | Evil Promotion Much?       | La promozione                | 31 luglio 2005     | 16 luglio 2006  |
| 25 | Evil Promotion Much?       | Terence, il terribile        | 31 luglio 2005     | 22 luglio 2006  |
| 26 | Evil Promotion Much?       | Il piano di Terence          | 31 luglio 2005     | 23 luglio 2006  |

Minaccia antigravitazionale: Quando un cattivo comincia a rubare gadget altamente tecnologici da diversi laboratori segreti, le spie vengono inviate per condurre un'investigazione. Il cattivo vuole trasformare l'intero pianeta in un mondo privo di gravità che solo lui può controllare.
Fenomeni da circo: Quando diverse persone nell'area di Toronto vengono dichiarate disperse, Jerry mette le ragazze sul caso. La loro indagine le conduce a uno strano nuovo circo itinerante.
Cervelloni elettronici: Un cattivo programmatore di computer software ha sviluppato un virus informatico che trasforma chiunque ne sia esposto in seguaci fedeli e zoombie. Alex, rimasta senza soldi, cerca lavoro e lo trova al centro commerciale.
Astrologo spaziale: Le spie vengono inviate per indagare l'insolita caduta di meteoriti enormi in tutto il mondo che colpiscono coloro che hanno a che fare con lo spazio. La loro indagine le conduce a una stazione spaziale in disuso, ma scoprono che un enorme meteorite è lanciato alla massima velocità verso la Los Angeles.
Pericolo trasformazioni: Un ex criminale che le spie avevano sconfitto in passato, Tim Scam, è deciso a vendicarsi contro di loro. Per realizzare il suo piano, ha costruito un "robot" in grado di assumere facilmente l'aspetto di qualsiasi essere umano vivente. Le persone iniziano ad attaccare improvvisamente le spie.
La caffetteria sospetta: Una nuovissima catena di caffetterie molto chic apre le sue porte e diventa popolare da un giorno all'altro. Quando improvvisamente alcuni clienti scompaiono, Jerry manda le ragazze a indagare.
Un salto nel passato: Quando le spie non riescono a trovare l'edificio WOOHP, scoprono che un cattivo è tornato indietro, negli anni '70, nel tempo per persuadere un giovane Jerry a collaborare con lui per avviare un diverso tipo di WOOHP. Spetta alle spie viaggiare indietro nel tempo e riportare Jerry sulla retta via.
Il pianeta dei bei ragazzi: Una "principessa" ricca e potente (viziata, non aristocratica) rapisce begli uomini per il suo zoo di essere umani in un'isola nel mar Mediterraneo. Le spie vengono inviate per investigare e scoprono che, dopo essersi stancata degli uomini che ha rapito, la principessa li mette in un'area dove devono combattere per la propria sopravvivenza contro gladiatori robot.
La rivincita degli imbranati: Arnold trova una pietra magica, rubato dai gioielli della regina d'Inghilterra, lo smeraldo "occhio di gatto" con il potere di risucchiare il "savoir faire" dalle persone, lasciandole completamente imbranate, e trasformare Arnold in un gran figo.
L'incredibile Alex: Quando in tutto il mondo gli appassionati di palestra iniziano a comportarsi in modo strano (enormi muscoli, pelle stranamente colorata, forza superumana e temperamento fuori controllo), Jerry mette le ragazze sul caso.
Il dentista pazzo: Un acido dentista, un tempo famoso in tutto il mondo, è deciso a vendicarsi di coloro che hanno distrutto il suo lavoro. Armato di bizzarre attrezzature dentali, trasforma le sue vittime in disastri dentali - comprese le spie. Alex nel frattempo ha mal di denti.
Saremo famosi: Numerosi ragazzi di talento (ballerini, skateboarder, cantanti) hanno misteriosamente perso la loro abilità. Le spie rintracciano l'origine del fenomeno in un talent Camp, dove i ragazzi vanno a perfezionare ulteriormente le abilità, e si infiltrano sotto copertura.
Una questione di cervello: La WOOHP organizza la festa di Natale. Le ragazze sono depresse perché, come tutte le feste alla WOOHP, è un evento obbligatorio.
Clover super spia: Sam e Alex perdono Clover. Quando la trovano, ha sconfitto da sola il cattivo. Sam e Alex pensano che questa sia una piacevole sorpresa, ma non hanno idea di cosa le aspetta.
L'unione fa la forza: Quando una nuova, super-chic, super-veloce compagnia aerea debutta, Clover è entusiasta, perché ha vinto un concorso per partecipare al loro viaggio inaugurale insieme a mega-celebrità internazionali! Ma quando l'aereo decolla, lei e il resto dei passeggeri scoprono che il loro pilota è in realtà un pazzo che ha deciso di portarli in una "vacanza permanente".
Fuga dall'isola della WOOHP: Jerry informa le spie che la loro amica spia Britney si è schiantato in un elicottero WOOHP su un'isola remota nel mezzo dell'Oceano Atlantico. Le ragazze sono preoccupate, soprattutto quando Jerry spiega loro che l'isola è una prigione top secret per i cattivi più pericolosi di WOOHP (umani, robot, mutanti, alieni).
Avventura da brivido: Quando le installazioni del governo vengono invase da misteriose forze invisibili, le spie vengono inviate a indagare.
Il gioco della verità: A scuola, giocano a Obbligo e Verità, quando Alex sceglie verità, Mandy le chiede di rivelare il nome della sua migliore amica. Ma quando si rifiuta di dire chi le piace di più, Sam o Clover, le ragazze iniziano a diventare competitive, in lizza per l'affetto di Alex. Quest'ultima viene rapita da un proprietario di una rivista di gossip che utilizza il siero della verità sui vip per conoscere le loro informazioni segrete.
Il Feng Shui non è Zen: Le ragazze arrivano a WOOHP e le cose sembrano diverse, più piacevoli. Jerry rivela che è tutto grazie a YinYang, il nuovo guru del Feng Shui di WOOHP! Jerry è così ipnotizzato che non mette in dubbio il piano del guru di riorganizzare i continenti della Terra in nome della pace mondiale!
Scherzi d'amore: Le ragazze sono scioccate quando Jerry annuncia che si sta per sposare. Jerry presenta la sua sposa Mirna, la ex baby Sitter delle spie. Lei utilizza un filtro d'amore posto nell'anello di Jerry per controllarlo.
Halloween!: Clover è bloccata a fare da baby-sitter a Chucky, l'odioso figlio del migliore amico di sua mamma, nella notte di Halloween. Riesce a convincere Sam e Alex a uscire con lei. Dopo aver ricevuto alcune inquietanti telefonate anonime, le ragazze portano Chucky in giro per caramelle. Nessuno dei vicini sembra essere in casa, perché si trasformano in zombie.
Lezioni di yoga: Un istruttore di yoga sta guadagnando popolarità e recluta orde di seguaci con l'obbiettivo di prendere controllo del mondo.
Ritorno all'Età della Pietra: Un cattivo che desidera diventare la persona più evoluta sulla faccia del pianeta inventa un dispositivo che riduce il cervello delle persone, facendole diventare dei primitivi.
La promozione: Jerry richiama le ragazze e le informa che riceveranno una promozione. Questo significa più missioni. Le ragazze si chiedono cosa hanno fatto per meritarsi una punizione così dura, ma Jerry le assicura che in realtà è una cosa positiva.
Terence, il terribile: Le ragazze si trovano in una situazione difficile, riusciranno a sconfiggere il malvagio Terence?
Il piano di Terence: Le spie cercano di fermare Terence e il suo malefico piano: ma una sconvolgente rivelazione le aspetta.